# Židovský hřbitov v Načeradci
Židovský hřbitov se nachází na jihozápadním okraji městyse Načeradec, okres Benešov, za domem čp. 2. Je chráněn jako kulturní památka.

## Historie a popis
Židovští obyvatelé Načeradce jsou doloženi od první poloviny 16. století, hřbitov byl založen o více než století později. V areálu o rozloze 1183 m² se z té doby zachovaly i nejstarší náhrobky – nejstarším je stéla z roku 1687. Do dnešní doby zde zůstalo kolem stovky náhrobků, z nichž bylo několik zazděno v kamenné ohradní zdi.
Hřbitov se k obřadům používal do druhé světové války, po ní nebyl udržován a chátral. Do dnešní doby se nedochovala ani márnice, která v areálu stávala.

## Současnost
V současnosti je obklopen soukromými pozemky, vstupní vrata na severovýchodní straně směřují do soukromé zahrady a nelze tedy jimi volně projít, ohradní zeď je však místy narušena a vstup umožňuje.
O průběžnou údržbu se od roku 1997 stará Židovská obec v Praze, do budoucna je v plánu vztyčování mnoha povalených náhrobků.

## Fotogalerie

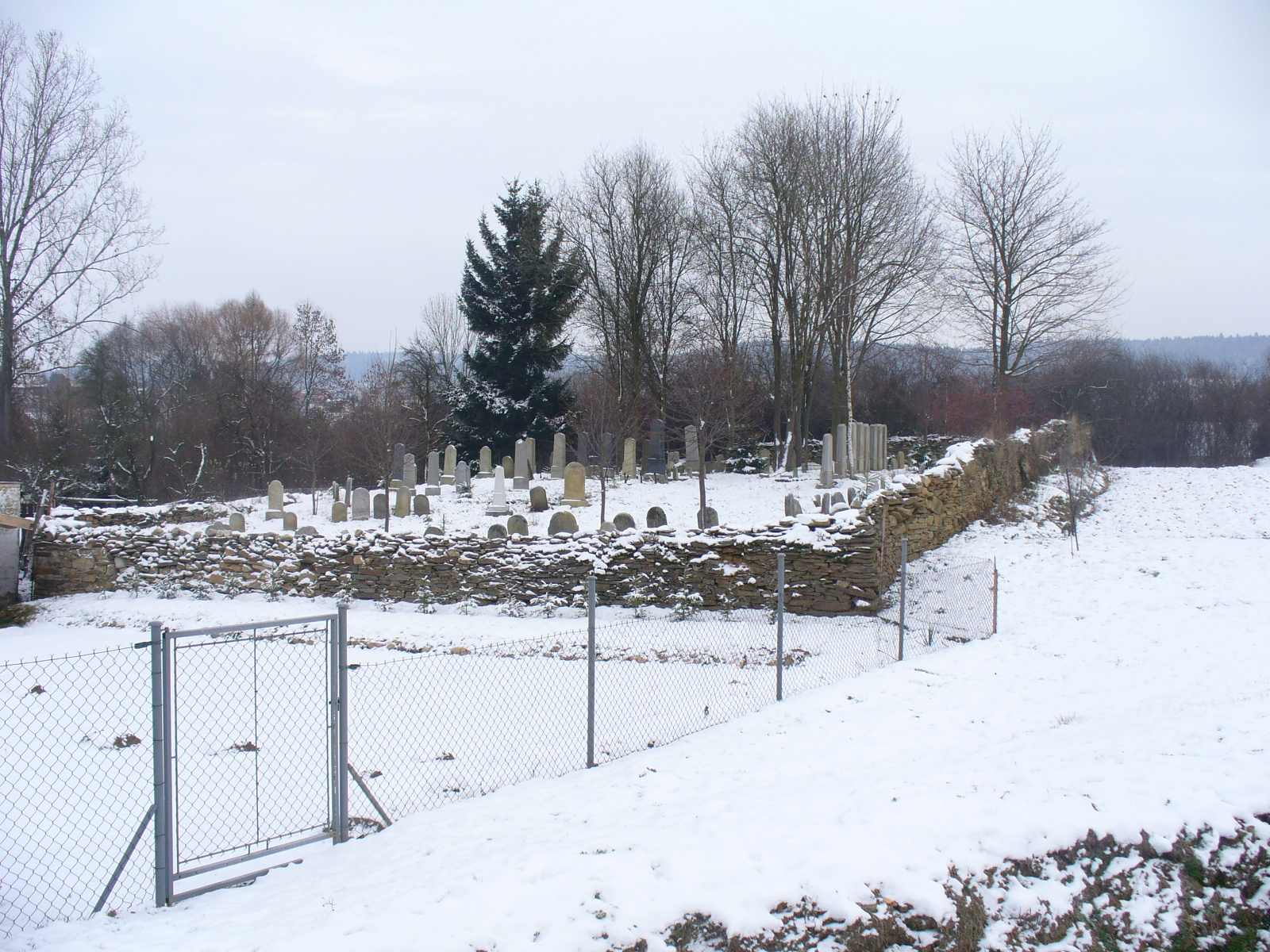
Celkový pohled
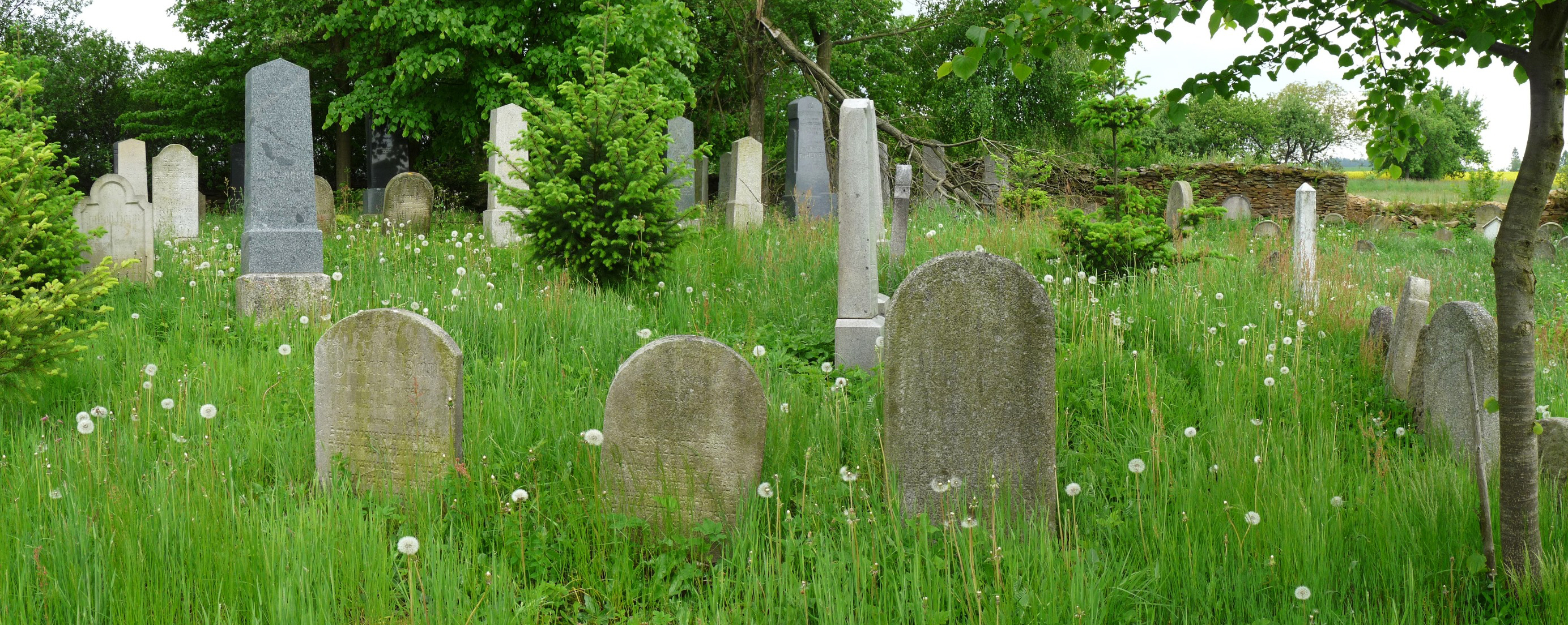
Celkový pohled
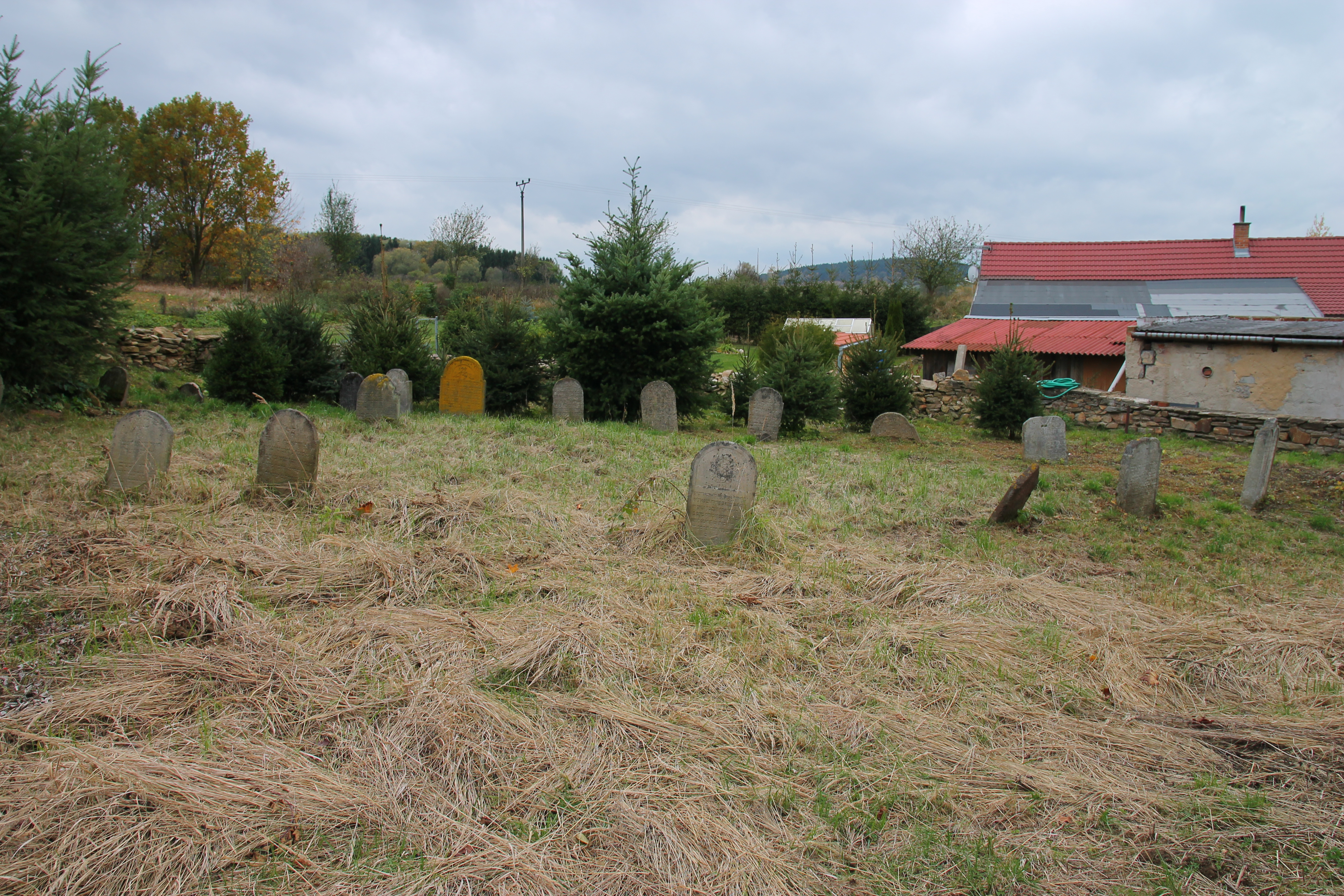
Celkový pohled
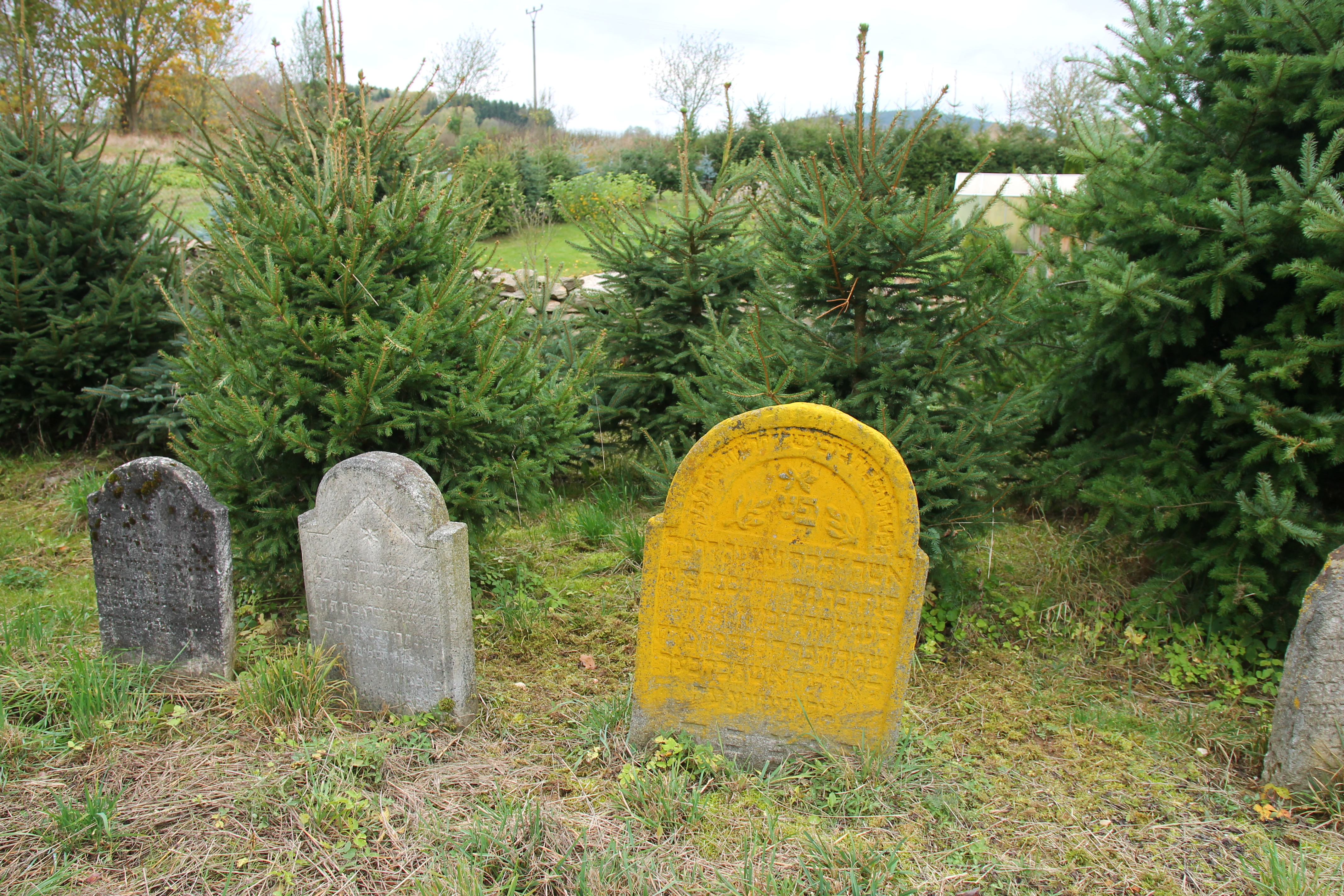
Náhrobky
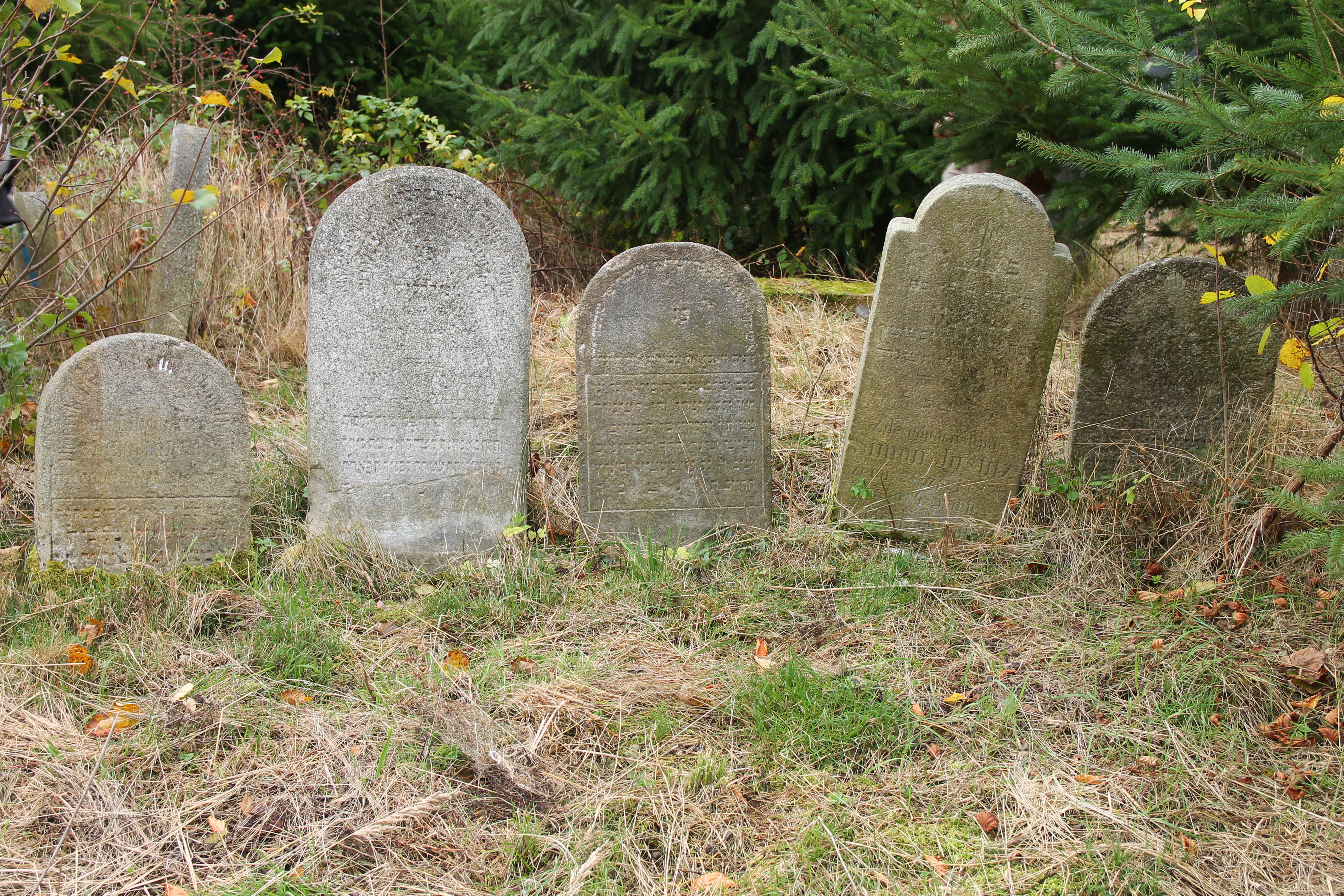
Náhrobky
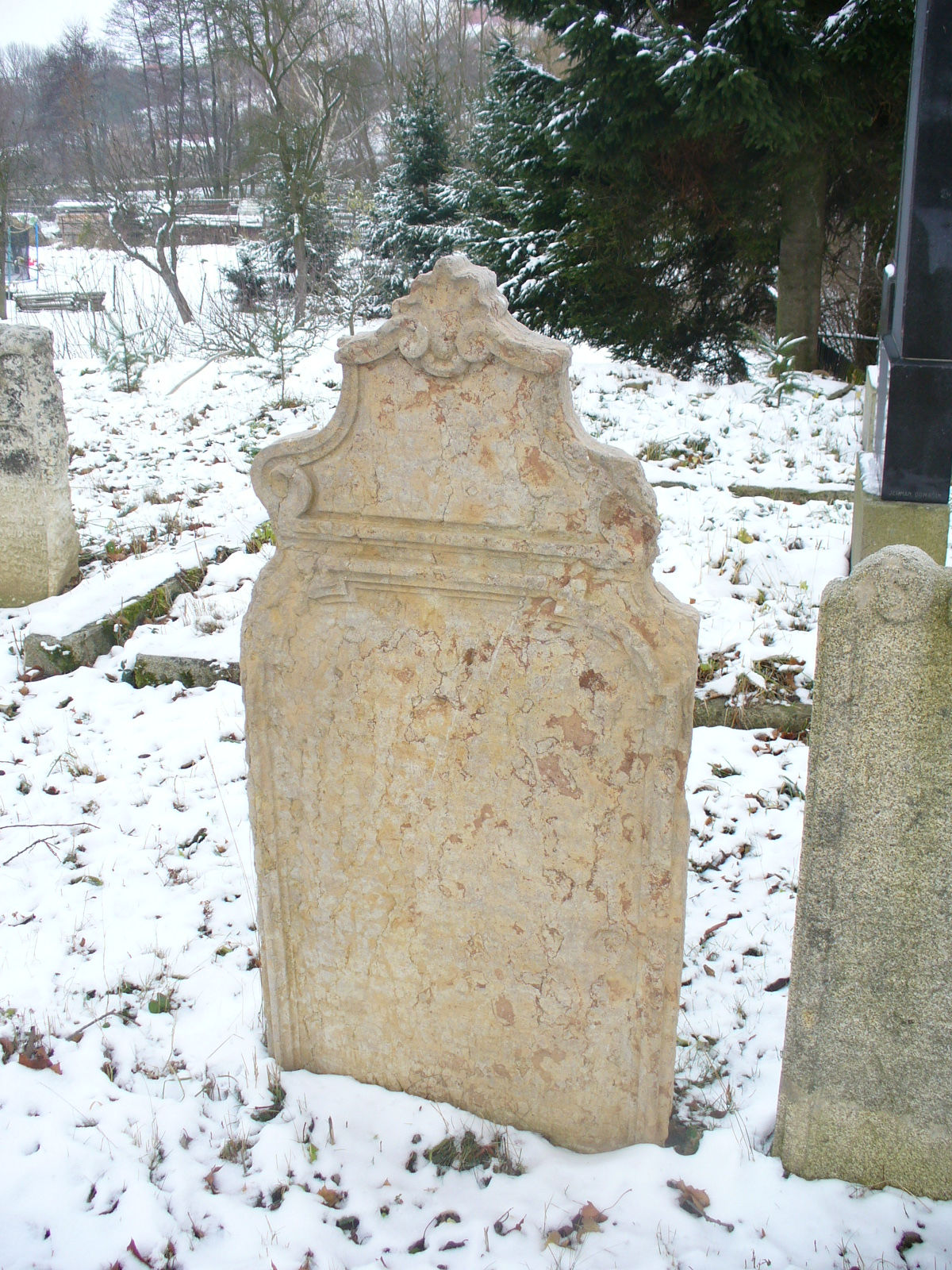
Detail náhrobku
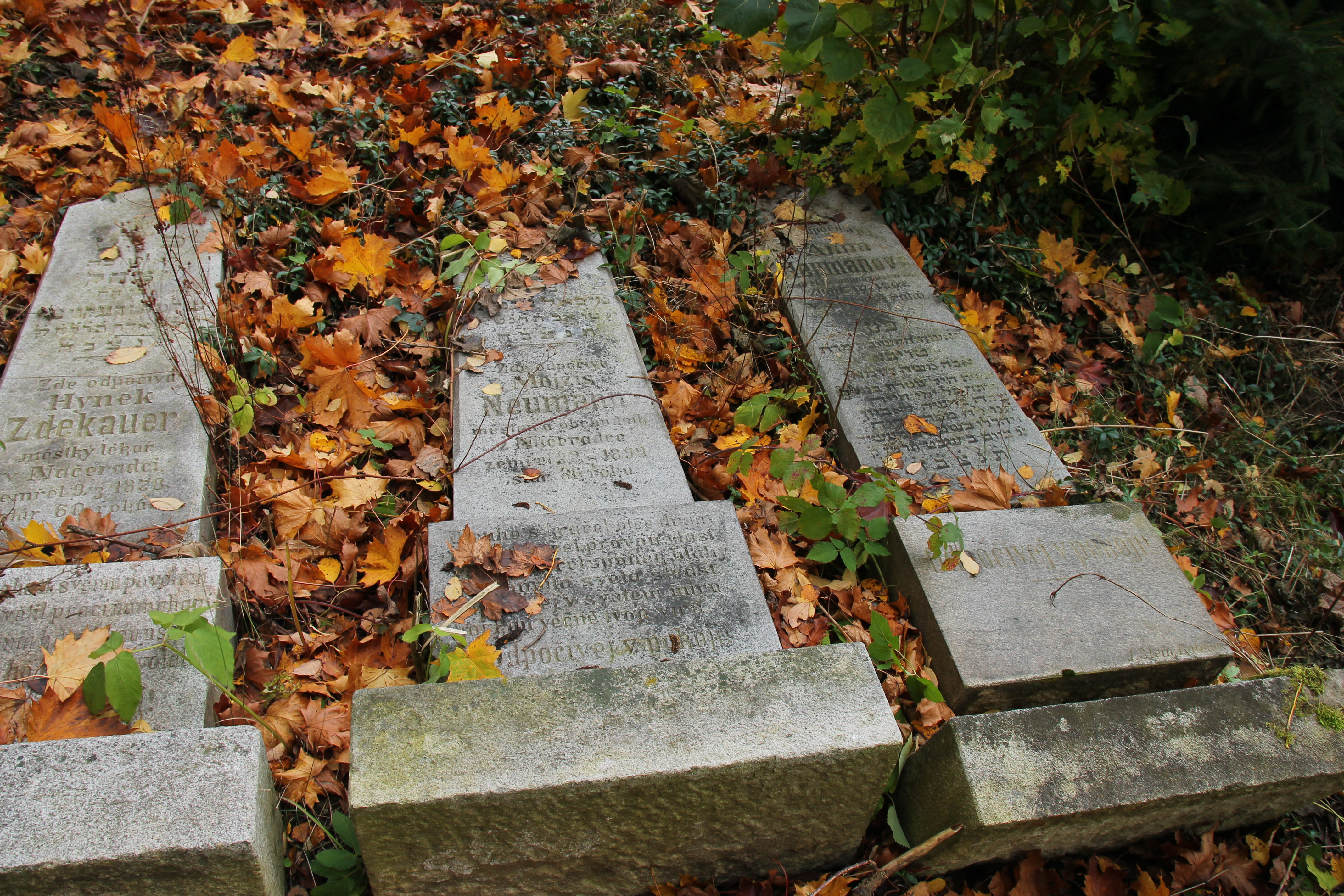
Povalené náhrobky
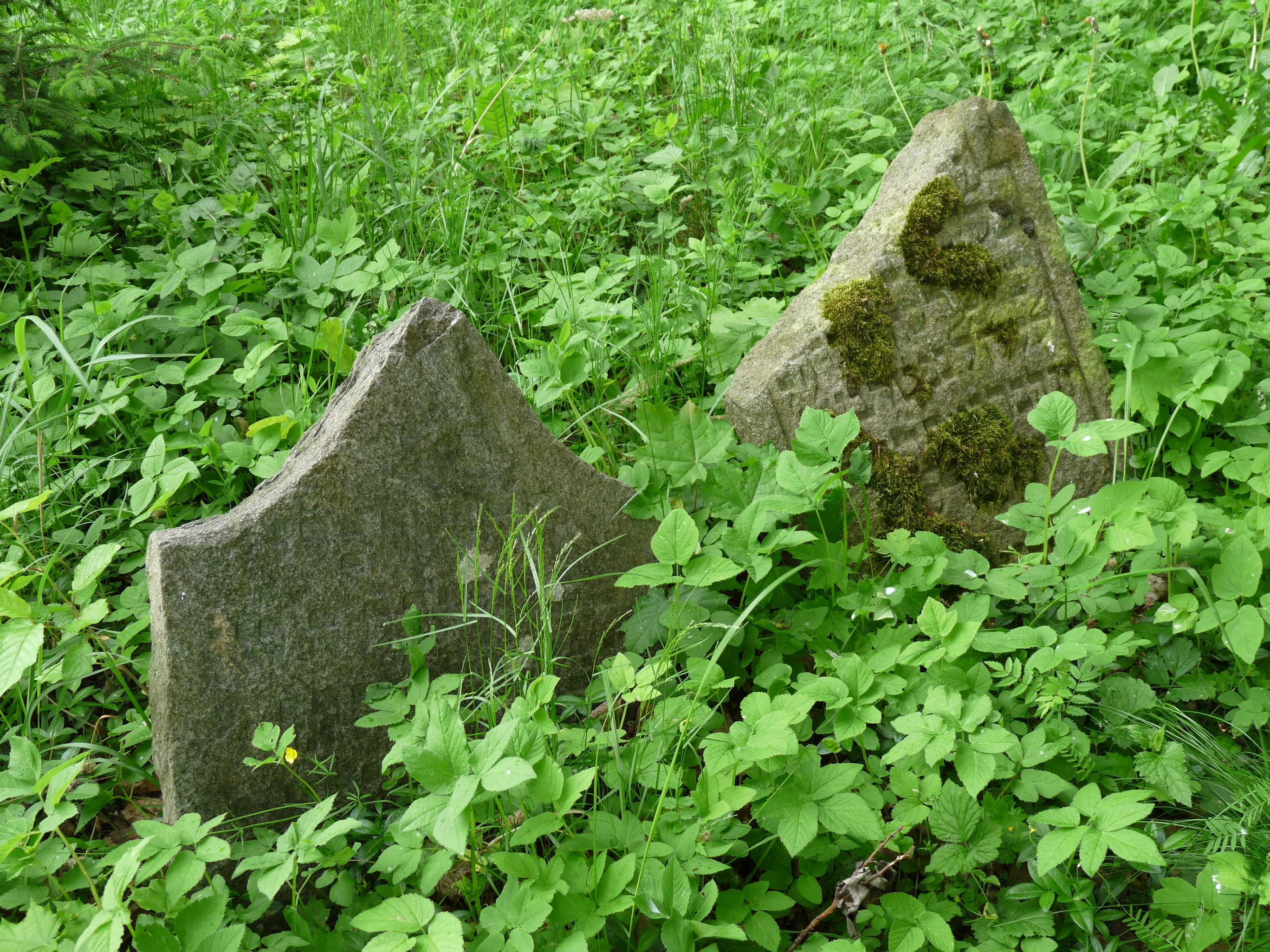
Náhrobky